# Gobron-Brillié
Gobron-Brillié fue un automóvil francés fabricado desde 1898 hasta 1930. La empresa original, Societé des Moteurs Gobron-Brillié, fue fundada por el ingeniero francés Eugène Brillié y el industrial Gustave Gobron en el número 13 del quai de Boulougne, Boulougne-sur-Seine, cerca de París, en 1898.

## Historia

### Antes de 1898
Eugène Brillié estudió en la École centrale Paris y luego siguió trabajando, desde 1887 hasta 1898, en la Compañía del Ferrocarril del Oeste. Mientras tanto, Gustave Gobron (15 de junio de 1846 - 27 de septiembre de 1911) fue nombrado director de Godillot, una compañía de suministros para el ejército, pero comenzó a hacer política y fue elegido para la Asamblea Nacional de 1885 a 1889, momento en el que fundó una empresa de fabricación de automóviles, bajo su propio nombre. Los dos hombres se asociaron para crear la "Société des Moteurs Gobron-Brillié".

### 1898–1903

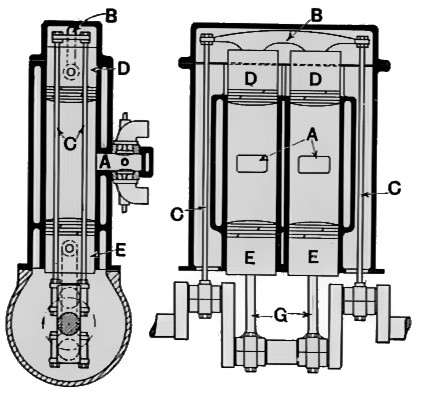
Motor Gobron-Brillié de pistones opuestos, con un enlace exterior

Brillié había desarrollado un tipo inusual de motor de combustión interna, con dos pistones opuestos dentro de cada cilindro. La carrera de compresión se producía mientras los dos pistones se aproximaban, produciéndose la ignición entre ellos. Las válvulas de admisión y escape también se colocaron en este punto de acercamiento más cercano entre los pistones.
Montado verticalmente, el pistón inferior en cada cilindro estaba conectado por una biela convencional al cigüeñal, mientras que los pistones superiores estaban conectados a un yugo sobresaliente, con dos bielas largas de vuelta al cigüeñal, una a cada lado.
En lugar de un carburador, se desarrolló un distribuidor de gasolina giratorio, con la cantidad de combustible regulada por una alimentación por goteo. Una de las ventajas de este dispositivo era que se podía usar una amplia variedad de combustibles.
El motor estaba montado en la parte trasera, en un chasis tubular triangulado, con cadena de tracción a las ruedas.
En 1899 la empresa estaba registrada en el número 17 de la calle  Phil. de Girard, de París.
Hacia 1900, la compañía producía alrededor de 150 coches por año. Estos automóviles también se construyeron, bajo licencia, en Francia como La Nanceene, en Bélgica como Gobron-Nagant, y Botwoods de Ipswich los vendió en Inglaterra como Teras.

### 1904–14

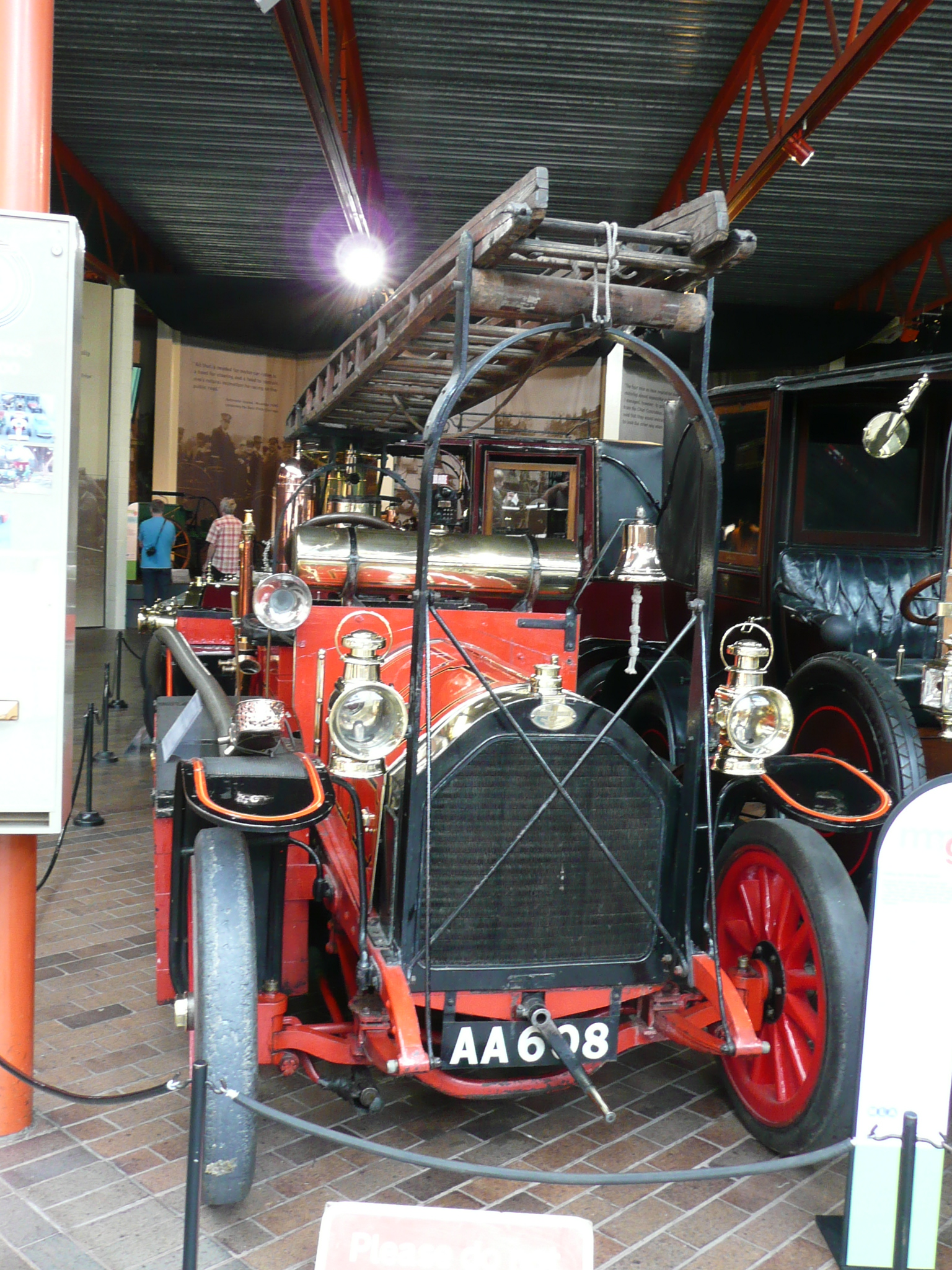
Camión de bomberos (1907)

Cuando Brillié dejó la compañía a finales de 1903, se cambió el diseño para usar un chasis de acero prensado más convencional, el motor se movió al frente y el distribuidor de combustible fue reemplazado por un carburador, pero todavía se mantuvo el diseño del motor de pistones opuestos.
Alrededor de 1906-1908, los modelos incluían:
- Cuatro cilindros 24/35 CV
- Cuatro cilindros 7·6 litros 40/60 CV
- Seis cilindros 60/75 CV 11.4 litros

El último de los modelos con grandes cilindradas se fabricó en 1910. En 1909/1910, se fabricó un motor aeronáutico en forma de X de 8 cilindros.

Un camión de bomberos Gobron-Brillié de 1907 puede verse en el Museo Nacional del Motor de Beaulieu en Inglaterra.

### 1918–22
Después de la Primera Guerra Mundial, la compañía cambió su nombre a Automobiles Gobron, y se mudó a un nuevo local en Levallois-Perret. El diseño continuó utilizando motores de pistones opuestos hasta 1922 (con un modelo de 25 CV).

### 1922–30
En 1922, el diseño se cambió a un motor Chapuis-Dornier de 1.5 litros más convencional, y se comercializó adicionalmente con el nombre de Stabilia, pero se vendió mal. Hacia 1927, la compañía producía alrededor de 250 vehículos al año, pero en 1930 se había reducido a dos, y la compañía se vio obligada a declararse en bancarrota.

### Actividad de Brillié después de 1903

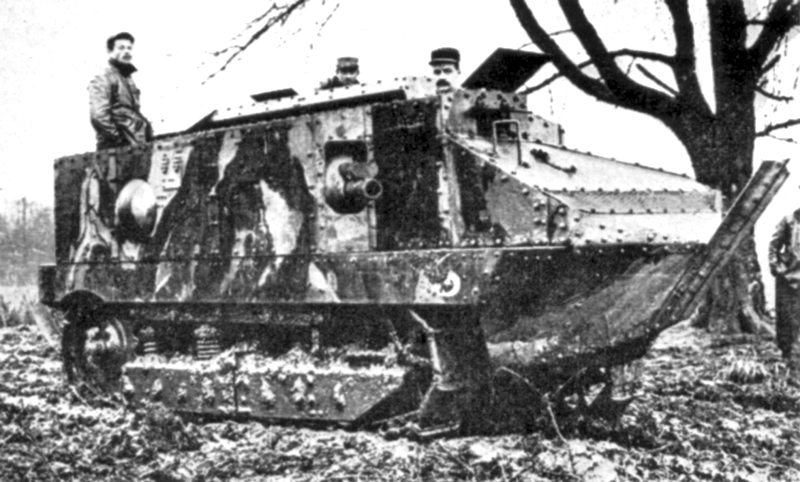
Carro de combate Schneider CA1 (1916)

Brillié había dejado la compañía a finales de 1903 para unirse a los "Ateliers Schneider" en Le Havre (anteriormente los "Ateliers d'artillerie des Forges et Chantiers de la Méditerranée"), que la empresa Schneider había comprado en 1897. Allí, construyó turismos y vehículos comerciales de diseño más convencional.
Schneider tomó progresivamente más control de la compañía y abandonó la fabricación de automóviles de gran turismo, prefiriendo desarrollar el mercado de los vehículos utilitarios. En 1906, la compañía Brillié entregó sus primeros autobuses en París. Las instalaciones en Le Havre no se adaptaron bien a la producción y los talleres se trasladaron a otras fábricas en Chalon y Champagne-sur-Seine. En marzo de 1914, Schneider llevó su actividad automovilística a la "Société d’outillage mécanique et d’usinage d’artillerie".
Durante la Primera Guerra Mundial, en diciembre de 1915, se llevó a cabo una reunión entre el coronel Estienne y Brillié para elaborar un proyecto de carro de combate. A principios de enero de 1916, Joffre dio el visto bueno para el proyecto y el 31 de enero compró 400 de los que llamó "acorazados terrestres", armados con un cañón de 75  mm. Este fue el primer carro de combate francés, el Schneider CA1.

## Galería de fotos

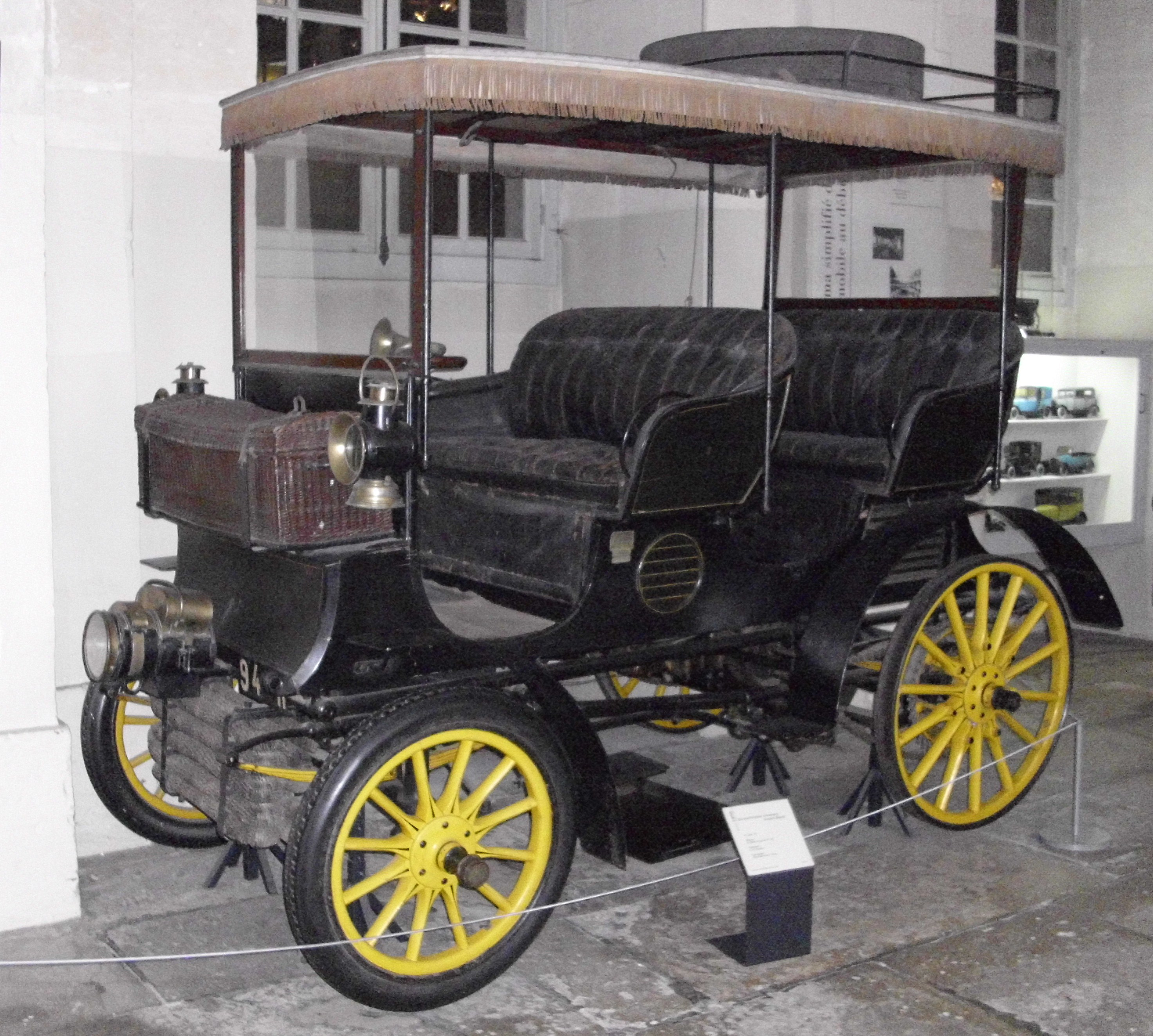
Gobron-Brillié 1898
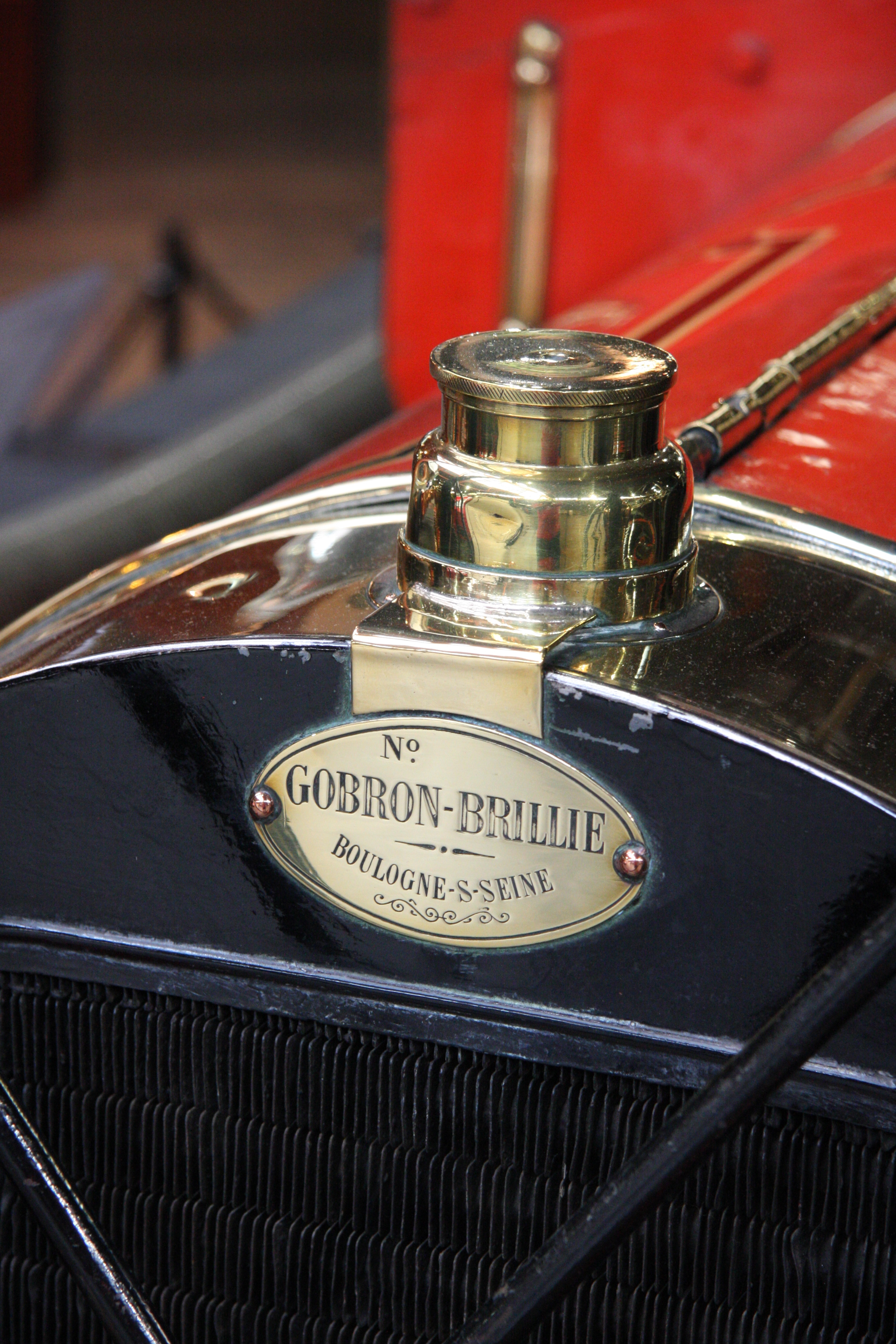
Logotipo de Gobron-Brillié
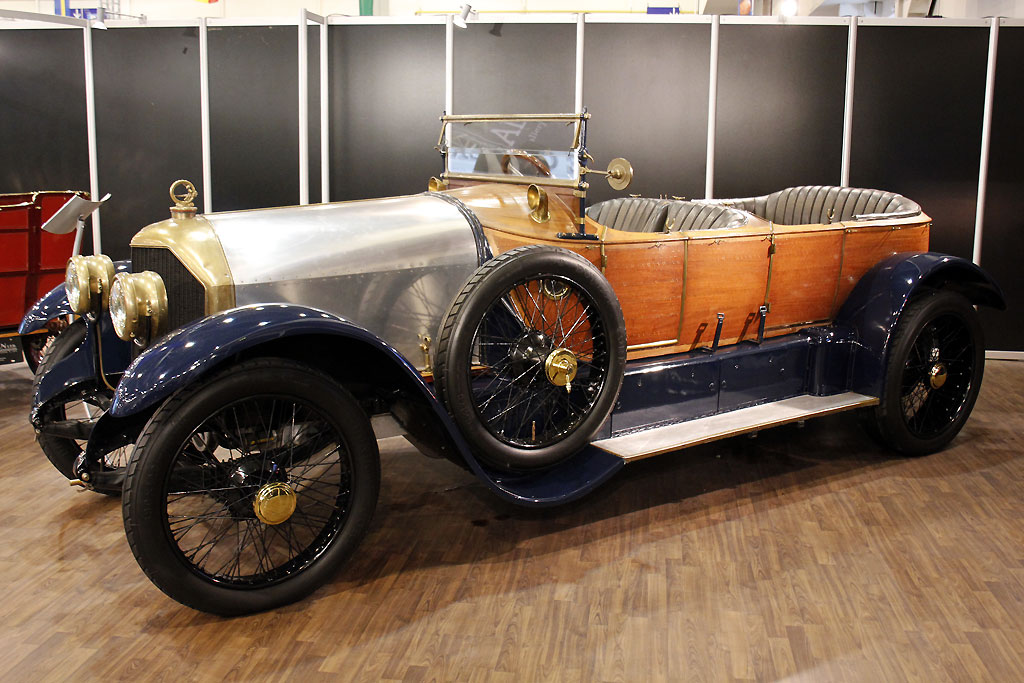
Gobron-Brillié con carrocería skiff por Rothschild (1912)
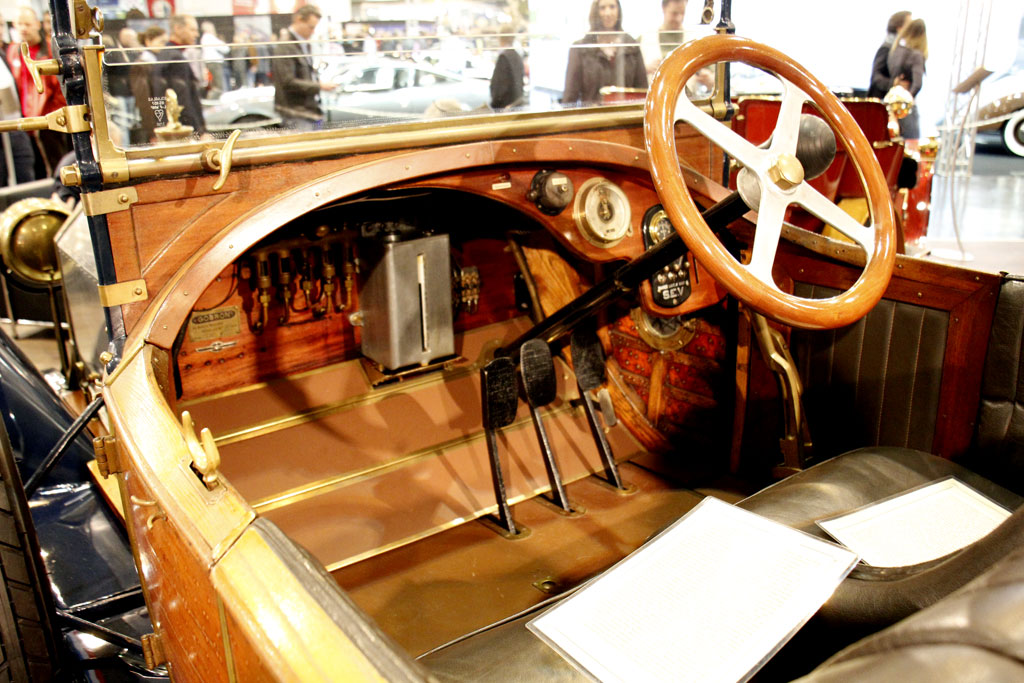
Interior
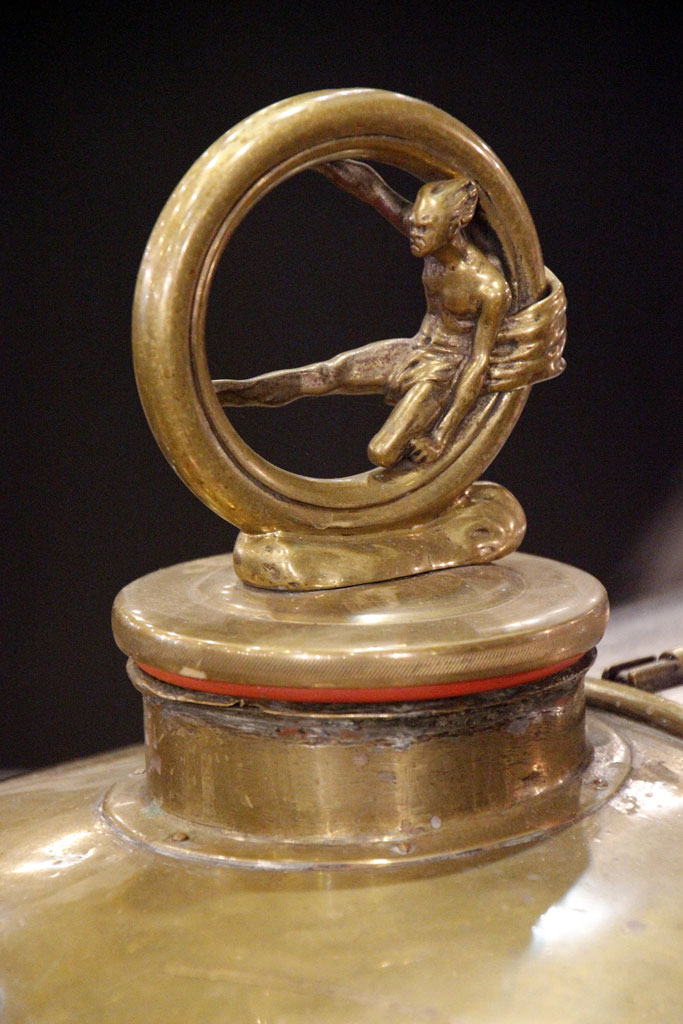
Emblema

## Carreras y récords

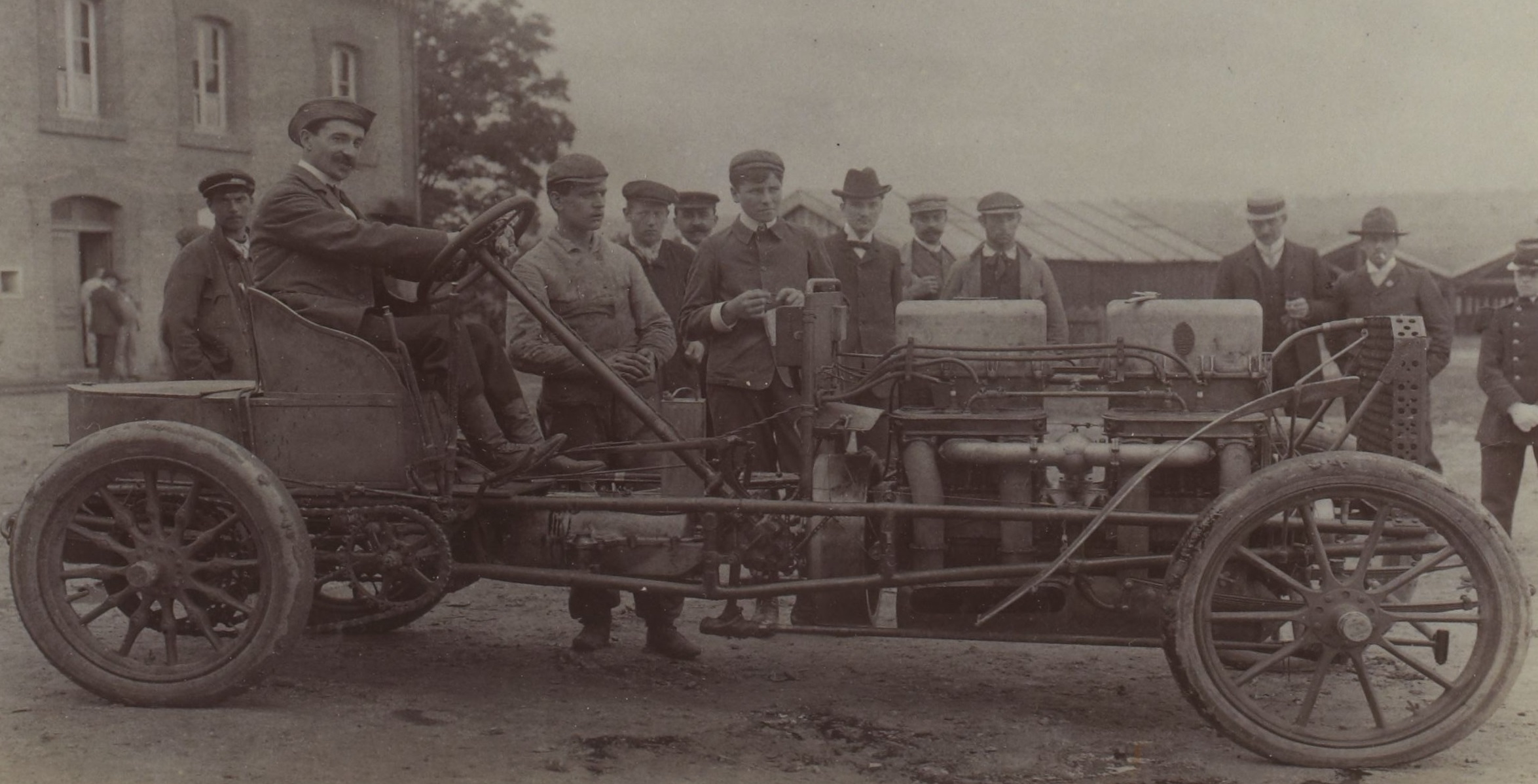
Louis Rigolly, ganador de la subida a la cota de Château-Thierry en un Gobron-Brillié de 100 CV en 1903

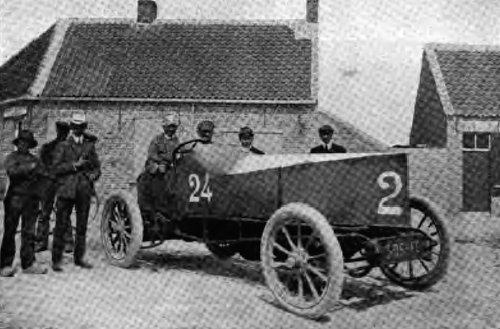
Louis Rigolly en su coche, el primero en superar las 100 mph en 1904

- 1901 Carrera París-Berlín: participaron varios Gobron-Brilliés y Nanceenes.
- 1901 Circuito del Norte, carrera para vehículos impulsados por alcohol: Louis Rigolly obtuvo el tercer lugar en un Gobron-Brillié.
- 1902 Château-Thierry subida de la colina: Rigolly ganó su clase.
- 1902 Circuito de las Ardenas, carrera de alcohol y combustible: Rigolly en un Gobron-Brillié.
- 1903 París-Madrid: un equipo de tres autos, conducidos por Rigolly, Arthur Duray y Koechlin. Cada uno tenía un modelo de cuatro cilindros de 13.5 litros. No lo hicieron particularmente bien en la carrera en sí, pero ganaron muchos de los premios para las posteriores subidas de velocidad y esprints.
- 1903 Copa Gordon Bennett; Castlewellan, subida de pendientes; Ostende reunión de velocidad; Grenoble, Laffrey y Château-Thierry: una serie de victorias.
- 1903 Dourdan: Duray ganó, con una velocidad de 136 km/h.
- 1904 (marzo): Rigolly y Duray fueron los primeros hombres en superar los 150 km/h.
- 1904 (17 de julio) Semana Automovilística de Ostende: Rigolly, en un Gobron-Brillié de 15 litros y cuatro cilindros, se convirtió en el primero en superar las 100 millas por hora (160 km/h), con un promedio de 103.56 mph en un kilómetro.
- 1996 Gran Premio de Francia: Gobron-Brillié fue uno de los diez fabricantes franceses inscritos.
- 1907 Targa Florio, Kaiser Preis y Gran Premio de Francia: participación de los Gobron-Brillié.
- 1908 Gobron-Brillié fue excluido del Gran Premio de Francia en lo que fue el inicio de la fórmula racing para controlar el deporte en general, y el tamaño de los motores en particular.
- 1930 Seis horas de carrera de Borgoña: un 1,5 litros deportivo, diseñado y conducido por Chabreiron, ganó la clase 1500 cc.
- 1930 Circuito des Routes Paoees: ganó la clase de 1500 cc.